# Atos de violência organizada no Brasil em 2006
Iniciada na noite de 12 de maio de 2006, uma sexta-feira, a onda de atentados contra forças de segurança e alguns alvos civis com origem no estado de São Paulo por ordem do grupo criminoso conhecido como Primeiro Comando da Capital (PCC). No dia 14, o ataque já havia se espalhado por outros estados do Brasil, como Espírito Santo, Paraná, Mato Grosso do Sul, Minas Gerais e Bahia (este último sem ligação direta com o PCC). Os ataques, que ficaram conhecidos como "Crimes de Maio", tomaram uma repercussão na mídia brasileira e foram destaque na mídia internacional durante os dias do ocorrido. Em todo o estado, 564 pessoas foram mortas e 110 ficaram feridas entre 12 e 21 de maio de 2006, do quais 505 eram civis e 59 agentes públicos.
No dia anterior ao início dos ataques, a Secretaria da Administração Penitenciária do Estado de São Paulo havia decidido transferir 765 presos para a penitenciária 2 de Presidente Venceslau, unidade de segurança máxima localizada no interior paulista, depois que escutas telefônicas terem revelado que facções criminosas planejavam rebeliões para o Dia das Mães daquele ano. Entre os presos a serem transferidos estava Marcos Willians Herbas Camacho, o "Marcola", considerado o líder do PCC. Em represália, a facção articulou rebeliões em 74 penitenciárias paulistas e, já na madrugada do dia 12, agentes de segurança pública, viaturas, delegacias de polícia, cadeias e prédios públicos passaram a ser alvo de ataques de criminosos.
O governador do estado de São Paulo, Cláudio Lembo, foi criticado pela imprensa pela demora na resposta, falta de comunicação entre as forças policiais, falta de informação à mídia e à população em geral e gerenciamento da crise. Lembo, havia um mês e meio no poder quando a crise eclodiu, acabou virando pivô de discórdia entre o PSDB, do ex-governador e pré-candidato à Presidência da República, Geraldo Alckmin, e o PFL, partido de Lembo e aliado nas eleições do final do ano. O Governo do Estado de São Paulo também foi criticado pela falta de 'aviso para às forças polícias', já que dias antes a Superintendência da Polícia Federal de São Paulo tinha escutas que alertava sobre a possível rebeliões nos presídios.
Divulgado em maio de 2011, um relatório com um estudo da organização não-governamental (ONG) Justiça Global, a Clínica Internacional de Direitos Humanos e a Faculdade de Direito de Harvard que foi apoiado por outras entidades, apontou que a fúria dos criminosos nos eventos seria devido a um ato corrupção policial.

## Ataques

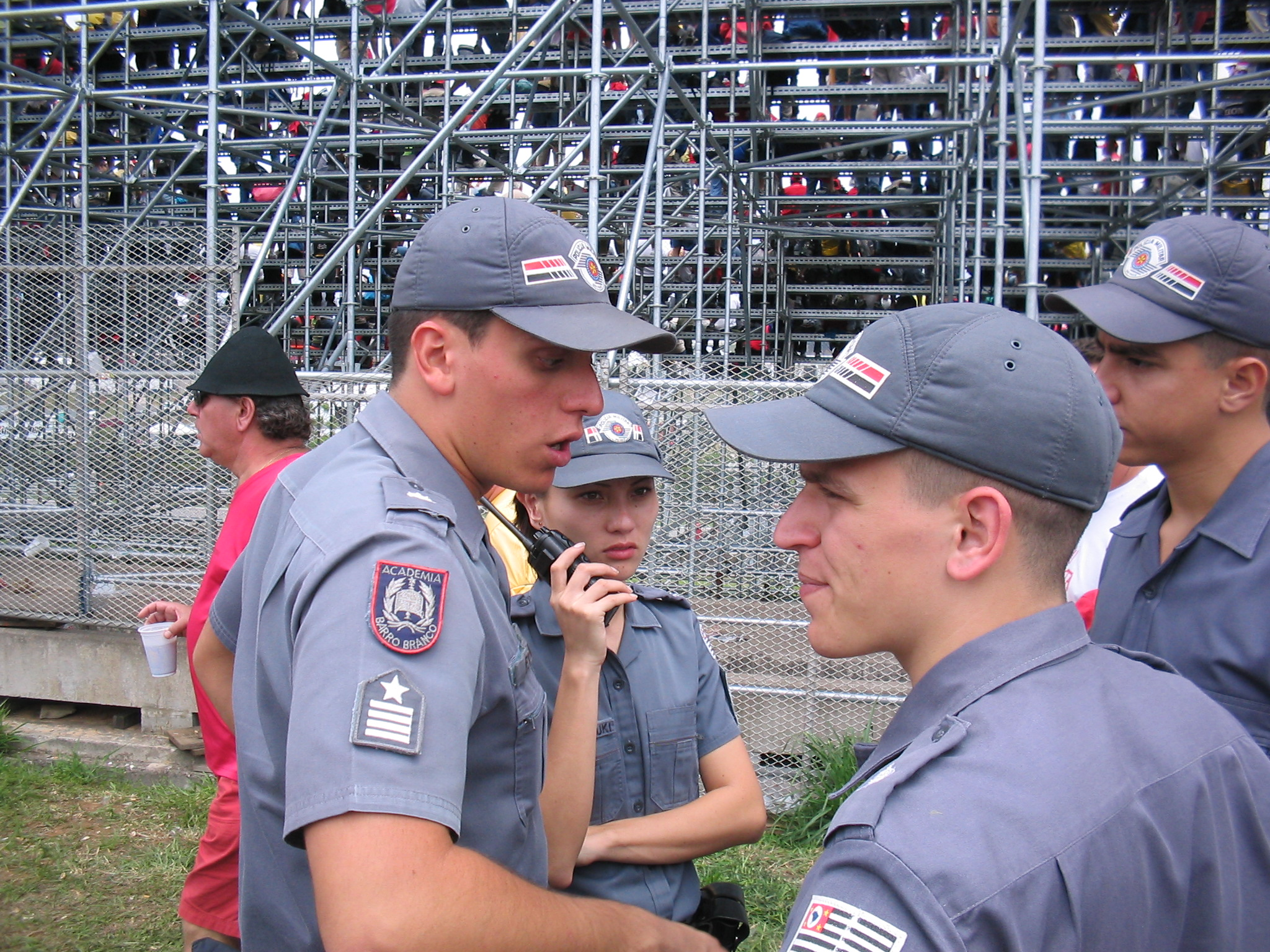
Os policiais militares eram os principais alvos dos ataques

Os ataques ocorreram na cidade de São Paulo, na Grande São Paulo e no interior do estado. Os 251 ataques registrados no início incluíram rebeliões em 73 presídios, Centro de Detenção Provisória e nove cadeias públicas na capital, Grande São Paulo, interior e litoral do estado. Na noite do dia 14, 53 unidades tinham presos rebelados simultaneamente. Foram registradas tentativas de resgates de presos.
Noventa ônibus foram queimados (51 em São Paulo e os outros na região do ABC, em Osasco e em Campinas) e na terça-feira dia 16 de maio as coisas ficaram tranquilas, mas ainda foi queimado mais um ônibus na tarde da terça feira e na madrugada conflitos com suspeitos.
Nos ataques aos departamentos de polícia, corpo de bombeiros, agências bancárias foram utilizadas granadas, bombas caseiras e metralhadoras. Os principais alvos foram policiais militares, mas guardas municipais, famílias de policiais, seguranças privados e civis também foram alvos dos ataques e ameaças. O transporte coletivo teve muitos dos ônibus das frotas esvaziados e incendiados. Nas rebeliões, os presos destruíram as instalações das unidades prisionais.
Os ataques do Primeiro Comando da Capital continuaram acontecendo com certa constância no ano de 2006, como por exemplo em Bauru. Nas primeiras horas do dia 13 de agosto de 2006, aproximadamente à 0h30, um vídeo enviado para a Rede Globo de televisão, gravado em um DVD, foi transmitido, no plantão da emissora, para todo o Brasil. Dois de seus repórteres (O repórter Guilherme Portanova e um auxiliar técnico) haviam sido sequestrados na manhã do dia anterior, um deles (o auxiliar técnico) foi solto, encarregado de entregar um DVD para a Rede Globo. Colocada sob chantagem, a emissora transmitiu o vídeo com teor de manifesto. O outro repórter só seria solto após esta transmissão.

### Ameaças
No Estado de São Paulo, o PCC ameaçou atacar vans, ônibus escolares, grandes colégios privados. No interior houve ameaças de ataques a estâncias turísticas (Campos do Jordão, Serra Negra, Águas de Lindoia, Itu). Em Marília, Presidente Epitácio, Taubaté e Poá foram confirmadas ameaças a ataques em bancos, hospitais, colégios, estações rodoviárias e delegacias. Em Mogi das Cruzes, o Fórum Distrital de Brás Cubas, situado num dos bairros mais violentos dessa cidade, chegou a ser metralhado. Alguns boatos de ameaça de ataques contra empresas fizeram com que alguns estabelecimentos comerciais fechassem mais cedo.
Os aeroportos de São Paulo também foram vítimas de ameaças. Empresas aéreas que operam em Congonhas e Guarulhos receberam telefonemas denunciando a existência de bombas. Em Congonhas, após a evacuação do saguão principal, foi feita varredura e nada foi encontrado. Em Guarulhos, nenhuma bomba foi encontrada também.

### Responsáveis e causas
O planejamento e a execução dos movimentos foram parcialmente atribuídos à organização criminosa paulista Primeiro Comando da Capital (PCC). O estopim teria sido uma resposta a decisão do governo do estado de São Paulo de isolar líderes da facção com o objetivo de desmontar a articulação da mesma colocando-os em presídios de segurança máxima. No dia 11 de maio, 765 presos foram transferidos para Presidente Venceslau (a 620 km a oeste de São Paulo). Segundo estudo da ONG Justiça Global, a corrupção policial foi uma das causas dos eventos criminosos.
No entanto, a transferência dos presos não teria sido o único motivo para os ataques. Segundo o estudo "São Paulo sob Ataque: Corrupção, Crime Organizado e Violência Institucional em maio de 2006", elaborado pela Clínica de Direitos Humanos da Faculdade de Direito de Harvard e pela Justiça Global, a corrupção no sistema carcerário e nas investigações policiais e o descaso com a execução penal no Estado de São Paulo também contribuíram. De acordo com a pesquisa, a participação de um investigador policial no sequestro e extorsão, em 2005, de um enteado de Marcola, teria sido o estopim para os ataques. Para libertarem o enteado de Marcola, os sequestradores pediram, na época, 300 mil reais.

### Reação do governo

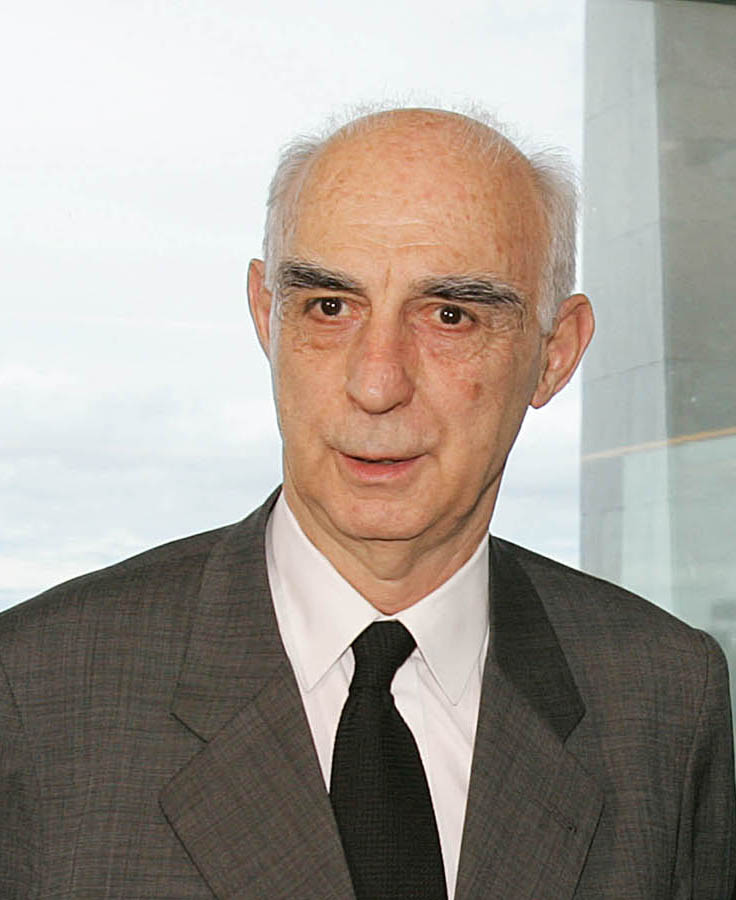
O ex-governador Cláudio Lembo em 2006

Os agentes do Estado e grupos de extermínio saíram às ruas para retaliação, principalmente nas periferias da cidade São Paulo, enquanto toques de recolher foram dados e boatos sobre toques assustaram a população. O comércio, instituições de ensino e os sistemas de transporte público pararam de funcionar, principalmente nas periferias da capital paulista.
Como resposta a estes incidentes, a Polícia Militar de São Paulo cancelou folgas, transmitiu um alerta para todos e prendeu 82 suspeitos. Eles fecharam ruas próximas a departamentos de polícia, e intensificaram o patrulhamento. Muitas blitz aconteceram na cidade. Na tarde do dia 13 de maio de 2006 o comandante-geral da PM de São Paulo, Coronel Elizeu Eclair Teixeira Borges, declarou em entrevista à imprensa que "Estamos em guerra contra eles [os criminosos]. Vamos ter mais baixas, mas não vamos recuar" e fez críticas à divulgação de boatos que estariam instaurando pânico na população. Nos presídios, a intervenção da Tropa de Choque acabou com 73 rebeliões.
O ministro da Justiça, Márcio Thomaz Bastos, relatou, em entrevista no Palácio do Planalto, que o presidente Luiz Inácio Lula da Silva telefonou para o governador de São Paulo, Cláudio Lembo, que colocou à disposição dele a Polícia Federal, Força Nacional de Segurança Pública e, inclusive as Forças Armadas. Bastos viajou no dia 15 para São Paulo para um encontro com o governador.

### Vítimas
Segundo relatório "Análise dos Impactos dos Ataques do PCC em São Paulo em maio de 2006", divulgado em 2009 pelo Laboratório de Análises da Violência da Universidade Federal do Rio de Janeiro, 505 mortos eram civis e 59 eram agentes públicos. Conforme o estudo, há indícios de participação de policiais em 122 execuções.
Nos dois primeiros dias dos ataques, 33 agentes públicos e 51 civis morreram. Nos dias seguintes, quando ocorreu a chamada "onda de resposta", quando 26 agentes públicos e 454 civis foram assassinados. Oito em cada dez vítimas assassinadas nesses ataques eram jovens de até 35 anos, sendo que quase todos eram homens (96% do total), mais da metade eram negros e pardos e apenas 6% tinham algum antecedente criminal.
Um relatório da Comissão Especial do Conselho de Defesa dos Direitos da Pessoa Humana, ligado à Secretaria Nacional de Direitos Humanos, apontou que em 60% dos casos, as vítimas foram baleadas na cabeça, indicando execução sumária, sem quaisquer confrontos entre agentes e facções. Outro relatório preliminar feito pela comissão ainda em 2006 apontava que 82 crimes cometidos no período eram de autoria desconhecida e apresentavam indícios de execução.
Já um relatório parcial feito pelo Conselho Regional de Medicina do Estado de São Paulo (Cremesp), também em 2006, apontou que 431 vítimas tinham sido atingidas por disparos a longa distância (87,42% dos casos), 51 por disparos a curta distância e 11 por disparos encostados ao corpo. A análise também constatou que 2.359 tiros foram disparados contra 493 vítimas.

#### Suposto acordo
Em 16 de maio de 2006, o jornal Folha de S. Paulo publicou matéria afirmando que o governo de São Paulo teria feito um "acordo" com o PCC visando pôr fim ao conflito. A suspeita baseia-se no fato de que a cúpula do governo paulista articulou um encontro entre a advogada e ex-delegada da Polícia Civil, Iracema Vasciaveo, e Marcos Willians Herbas Camacho, o Marcola, líder da organização criminosa. O governo providenciou um jato da Polícia Militar para transportar Vasciaveo, que foi ao encontro acompanhada pelo comandante da PM da região de Presidente Prudente, Ailton Araújo Brandão, pelo corregedor da Secretaria de Administração Penitenciária, Antônio Ruiz Lopes, e pelo delegado da Polícia Civil, José Luiz Cavalcante. Todas as rebeliões em presídios paulistas encerraram-se na noite seguinte à do encontro. O governo paulista negou veementemente a existência de um acordo. O comandante da PM, Elizeu Eclair, afirmou tratar-se de uma "mera conversa". Já Wilson Morais, presidente da Associação de Cabos e Soldados da Polícia Militar do Estado de São Paulo, utilizou o termo "trégua".
O então secretário da Administração Penitenciária de São Paulo, Nagashi Furukawa, negou o acordo em 2006, Posteriormente, em 2008, afirmou acreditar na existência de um acordo, citando como evidência a "redução radical na ocupação de celas RDD" após a sua gestão. Noticiou-se ainda, conforme artigo publicado pela International Human Rights Clinic da Harvard Law School, que o fim dos ataques da organização criminosa teria sido condicionado à proibição da entrada da Tropa de Choque nos presídios rebelados  e à concessão de benefícios aos líderes transferidos, como a ampliação do período de banho de sol, o fim do regime de observação, a autorização de visitas conjugais e a instalação de televisores em celas individuais, e ainda à execução de um desafeto de Marcola. O mesmo artigo julga como suspeitos os fatos de que, posteriormente, Vasciaveo tenha representado um enteado de Marcola em uma investigação promovida pelo Ministério Público contra o investigador Augusto Peña, e de que o coronel Brandão, integrante da comitiva que se encontrou com Marcola nas vésperas do fim dos ataques, tenha subscrito um ofício ao poder judiciário, em julho de 2007, afirmando a existência de problemas técnicos nos aparelhos de gravação de conversas e de restauração de fitas do Centro de Operações da Polícia Militar, que inviabilizaria o resgate de um áudio sobre ordens operacionais transmitidas à PM na ocasião.

## Consequências
Foram presos 115 suspeitos e 113 armas de fogo foram apreendidas. Estes ataques também incentivaram uma rebelião em uma penitenciária no estado do Paraná e quatro em Mato Grosso do Sul, além de motins em duas unidades da Febem (Fundação Estadual do Bem-Estar do Menor), atual Fundação CASA. Durante as rebeliões em presídios, muitos presos aproveitaram a oportunidade para resolver as diferenças. A polícia e grupos de extermínio realizaram operações de retaliação contra a população civil, que resultaram na morte de mais de 500 civis em todo o estado.
Quase 90% dos mortos nos confrontos eram homens civis com até 35 anos e sem antecedentes criminais. O judiciário arquivou as investigações locais sem apontar culpados, fazer exames para localizar o carro usado nos assassinatos, não comparou a munição utilizada e nem os depoimentos dos policiais que rondavam a região. A irresponsabilidade da Polícia Civil e do Ministério Público em investigar as mortes fizeram com que as famílias das vítimas, com o apoio da Conectas Direitos Humanos, abrissem um pedido em 2009 para que os casos fossem investigados pela Polícia Federal e o Ministério Público Federal. O pedido foi aceito sete anos depois. Rodrigo Janot afirmou que "falhas e omissões gravíssimas" afetaram o processo de investigação estadual e que deixar o inquérito arquivado "seria ratificar a atuação violenta de agentes de segurança pública".

## Impacto cultural
O filme Salve Geral, de 2009, mostra o drama de uma mãe de preso que se envolve com o PCC durante os acontecimentos de maio de 2006.
O livro Toupeira - A História do Assalto ao Banco Central, do escritor Roger Franchini (Editora Planeta, 2011), relata que o dinheiro subtraído no Assalto ao Banco Central do Brasil em Fortaleza em 2005 foi uma das causas dos ataques cometidos pelo Primeiro Comando da Capital em São Paulo em 2006. A obra é um romance narrado de forma ficcional.